# 联合自由力量
联合自由力量（土耳其语：Birleşik Özgürlük Güçleri，缩写为BÖG）是一个活跃在罗贾瓦冲突（叙利亚内战的一部分）中的外籍民兵组织，其成员来自于数个土耳其的革命社会主义或无政府主义组织。2014年12月，该组织成立于罗贾瓦的科巴尼。它的成立受到了西班牙内战中的国际纵队的启发。2015年6月，该组织与其它数个来到罗贾瓦帮助库尔德人抗击恐怖组织伊斯兰国的外国共产主义团体组建了国际自由营。
该组织的成员主要来自于以下团体：
- 革命公社社员党
- 马列主义武装宣传队—革命阵线
- 土耳其革命党
- 社会反抗
- 无产阶级革命解放组织

此外，还有革命总部、妇女自由力量等11个团体的成员参加。